# Come non essere visti
Come non essere visti (How Not to Be Seen) è un popolare sketch del Monty Python's Flying Circus trasmesso nell'undicesimo episodio della seconda serie e fece parte anche del film E ora qualcosa di completamente diverso.

## Lo sketch
Lo sketch si presenta come un filmato del Governo Britannico. Nel filmato il narratore (John Cleese) spiega l'importanza del non essere visti.
Il filmato inizia con un sereno panorama di un paesaggio nel quale, secondo il narratore, si suppone che ci siano nascosti 40 persone, ma nessuna di loro possa essere vista. La scena poi si sposta ad un altro panorama di un differente paesaggio. In questo paesaggio Mr. E.R. Bradshaw non può essere visto. Il narratore gli dice di alzarsi in piedi e lui si fa vedere e viene immediatamente colpito da uno sparo. Poi il narratore dice "Questo dimostra il valore del non essere visti".
In un altro paesaggio Mrs. B.J. Smegma non può essere vista. Il narratore le chiede di alzarsi, la signora lo fa e le sparano.
Nella scena seguente mostra un paesaggio con al centro un cespuglio. In questo paesaggio Mr. Nesbitt non può essere visto. Il narratore gli chiede di alzarsi, ma non si alza. Il narratore spiega che Mr. Nesbitt ha imparato la prima regola del non essere visto: "Non alzarsi". Purtroppo ha scelto un nascondiglio prevedibile (dietro al cespuglio) e il cespuglio salta in aria insieme al signore.

Una delle esplosioni in E ora qualcosa di completamente diverso.

Nel paesaggio seguente ci sono tre cespugli e in uno dei tre c'è nascosto Mr. E.V. Lambert. Il narratore li fa esplodere tutti e tre e si scopre che il signore era nascosto nel cespuglio centrale.
Nel paesaggio successivo ci sono un muro, un'auto, un barile e un mucchio di foglie e Mr. Ken Adwers è nascosto su uno di questi oggetti. Ma il narratore sa che si trova dentro il barile, quest'ultimo esplode e infatti il signore era proprio lì.
Nella scena seguente si vede il panorama di una spiaggia dove Mr. e Mrs. Watson hanno scelto un modo ingegnoso per non essere visti, ma, come dice il narratore, un vicino di casa ha rivelato che sono nascosti dentro una capanna e quest'ultima esplode. Nella scena seguente si vede il vicino di casa (un Gumby) che poi esplode (perché, come dice il narratore, "A nessuno piacciono i ficcanaso").
Poi esplodono anche la casa del vicino, poi esplode un'altra casa ("E qui dove abitava Lord Langdone che si era rifiutato di parlare"), poi esplodono altre due case ("Lo stesso vale per il signore che viveva lì....e qui......e, naturalmente, qui"). Infine esplodono il Manchester, Le contee ad ovest, la Spagna e la Cina. Infine il narratore si mette a ridere in modo sadico, finché viene interrotto da un conduttore televisivo (Michael Palin).

## E ora qualcosa di completamente diverso
Venne fatta una versione più breve per il film, dove non si vedono i quattro paesi che esplodono e dove, alla fine, il narratore smette di ridere e, seriamente, pronuncia la celebre frase "E ora....qualcosa di completamente diverso".